# 라정시내버스
라정시내버스(蘿井市內-)는 광주광역시의 시내버스 운송 업체이다. 본사는 광주광역시 광산구 평동산단외로 185 (지죽동)에 있고, 계열사로는 전라남도 담양군의 시외버스 및 시내버스 회사인 동광고속이 있다. 현재 직행좌석 1개, 간선노선 3개, 지선노선 8개의 노선을 운영하고 있다.

## 역사
- 1992년 6월 1일: 거부운수(巨富運輸)라는 상호로 회사 광주여객 광주시 광산구 지죽동 영업소 분리 독립 설립
- 2009년 12월: 대광시내버스에서 현재의 사명으로 변경

## 현황
2020년 2월 기준이다.
| 운행업체 | 면허 대수 | 면허 대수 | 면허 대수  | 면허 대수 | 주소                    | 면허 일자      |
| -------- | --------- | --------- | ---------- | --------- | ----------------------- | -------------- |
| 운행업체 | 대수 합계 | 시내버스  | 농어촌버스 | 시외버스  | 주소                    | 면허 일자      |
| 라정버스 | 53        | 53        | -          | -         | 광산구 평동산단외로 185 | 1992년 6월 1일 |

## 운행 노선
- ● 좌석02번: 무등산국립공원(증심사) ~ 한국에너지공과대학본관(대진운수, 대창운수, 동화운수, 삼아교통, 세영운수, 을로운수, 삼원운수, 대원시내버스, 현대교통 공동운행)
- ● 일곡28번: 매월동 ~ 살레시오고등학교(세영운수, 을로운수 공동운행)
- ● 송정29번: 도산동 ~ 살레시오고등학교 (광주교도소 경유) (삼원운수 공동운행)
- ● 금남59번: 매월동 ~ 덕남마을
- ● 임곡90번: 원사호마을 ~ 두산마을(현대교통 공동운행)
- ● 송정93번: 도산동 ~ 연산동(을로운수 공동운행)
- ● 송정96번: 대산삼거리 ~ 용봉마을 (동산마을 경유)(대진운수 공동운행)
- ● 송정100번: 도산동 ~ 도산동
- ● 선운101번: 광주글로벌모터스 ~ 진흥고(대창운수 공동운행)
- ● 진곡196번: 진곡산단 ~ 동신대학교

## 보유 차량
자일대우버스
- 자일대우 NEW BS090

현대자동차
- 현대 그린시티
- 현대 뉴 슈퍼 에어로시티
- 현대 저상 뉴 슈퍼 에어로시티
- 현대 유니시티
- 현대 블루시티
- 현대 일렉시티
- 현대 뉴 프리미엄 유니버스 엘레강스

KGM커머셜
- 에디슨모터스 스마트 093